# Aprendizagem experiencial
Aprendizagem experiencial é um método de aprendizagem baseado na "reflexão sobre o que se faz". Distingui-se de métodos de aprendizagem por memorização e didáticos por atribuir ao aprendiz um papel comparativamente menos passivo e está relacionada, mas não se confunde, com outras formas de aprendizagem ativa como action learning, aprendizagem de aventura e aprendizagem cooperativa.